# CFF Clujana
CFF Clujana a fost un club de fotbal feminin din Cluj-Napoca, România.
Între 2003 și 2009 echipa a dominat campionatul României și a câștigat șapte titluri consecutive. Conducerea clubului l-a reorganizat într-un nou club CFF Olimpia Cluj in 2010.

## Istorie
CFF Clujana a fost fondată în 2001 de omul de afaceri Florin Chelaru în colaborare cu Mirel și Teodora Albon. Echipa reușește să câștige primul titlu în 2003 și a trecut să se impună drept cea mai de succes echipă de fotbal feminin a României a anilor 2000, fiind campioană timp de șapte ani consecutiv între 2003 și 2009, și a câștigat patru Cupe ale României.
În 2009, antrenorul, Mirel Albon, creierul din spatele succesului echipei, a părăsit clubul din cauza opiniilor din ce în ce mai divergente cu Chelaru. Anul viitor, Albon a procedat la formarea propriul club, luând cu el o parte semnificativă a jucătorilor de top ai Clujanei. În cele două sezoane care au urmat, rivalele Olimpia au câștigat titlul, în timp ce Clujana a terminat în partea de jos a campionatului.
Formația de fotbal feminin a încetat în 2012. Clubul părinte era încă activ în 2018, având o echipă masculină de futsal din 2005 sub același nume CFF Clujana, chiar dacă CFF este prescurtarea de la „Clubul de fotbal feminin”, întrucât Chelaru nu s-a obosit să schimbe oficial numele.
Numele complet al clubului este „Clubul de Fotbal Feminin Clujana Cluj-Napoca”, sau CFF Clujana Cluj-Napoca. O vreme, a fost cunoscut sub numele de CFF Clujana Protherm Cluj-Napoca din motive de sponsorizare.

## Titluri
Liga I Feminin
 Campioană (7): 2003, 2004, 2005, 2006, 2007, 2008, 2009
 Cupa României Feminin:
 Câștigătoare (4): 2004, 2005, 2006, 2008
 Finalistă (2): 2006–07, 2009–10

## Pe sezoane.
Champioane
      Vicecampioane
      Locul 3
      Promovate
      Retrogradate
| Sezon | Sezon   | Divizie            | Eșalon | Loc | Cupa | WCL  |
| ----- | ------- | ------------------ | ------ | --- | ---- | ---- |
| 1     | 2001–02 | Divizia A          | 1      | 4   | –    | –    |
| 2     | 2002–03 | Divizia A          | 1      | 1   | –    | –    |
| 3     | 2003–04 | Divizia A          | 1      | 1   | C    | 2Grp |
| 4     | 2004–05 | Divizia A          | 1      | 1   | C    | 1Grp |
| 5     | 2005–06 | Divizia A          | 1      | 1   | C    | 1Grp |
| 6     | 2006–07 | Liga I             | 1      | 1   | F    | 1Grp |
| 7     | 2007–08 | Liga I             | 1      | 1   | C    | 1Grp |
| 8     | 2008–09 | Liga I             | 1      | 1   | SF   | 1Grp |
| 9     | 2009–10 | Liga I             | 1      | 3   | F    | Grp  |
| 10    | 2010–11 | Liga I             | 1      | 9   | 1R   | –    |
| 11    | 2011–12 | Liga I, Seria Vest | 1      | 16  | R16  | –    |